# Helge Lindberg (orkesterledare)
Helge Emanuel Lindberg född den 3 augusti 1898 i Adolf Fredriks församling i Stockholm, död den 27 februari 1973 i Täby, var en svensk pianist, kompositör och kapellmästare. 
Lindberg ledde dansorkestern Crystal Band på Kristallsalongen och senare Savoy  en lokal i Övre tivoli i Stockholms Tivoli under 1920-talet. Han var även inspelningschef på skivbolaget Polyphon. Som kompositör var han upphovsman till flera av  Ernst Rolfs populära melodier, bland annat. De' ä' grabben me' chokla' i och Kom, kom, kom till smörgåsbordet. 
Lindbergs inspelning av He's the Hottest Man in Town från 1926 med trombonsolo av Harry Hednoff anses vara det första exemplet på svensk jazzimprovisation på skiva. En annan framträdande solist i Lindbergs orkester var trumpetaren Gösta "Chicken" Törnblad.
Helge Lindberg är begravd på Täby kyrkogård.

## Filmmusik i urval
- 1925 – Styrman Karlssons flammor (ackompanjemangsmusik till stumfilm, hämtad från Lindbergs tonsättningar till pjäsen med samma namn)
- 1931 – Kärlek och landstorm
- 1932 – Jag gifta mig – aldrig
- 1933 – Hemslavinnor
- 1934 – En bröllopsnatt på Stjärnehov
- 1935 – Swedenhielms
- 1955 – Friarannonsen
- 1957 – Johan på Snippen tar hem spelet